# Allied Joint Force Command Brunssum
Das Allied Joint Force Command (JFC) Brunssum, auch JFC Brunssum, in den Niederlanden untersteht direkt dem NATO Allied Command Operations und ist eines der beiden europäischen NATO-Kommandos der operativen Führungsebene neben dem JFC Naples.
Das JFC Brunssum ging aus den früheren RC Allied Forces North Europe (AFNORTH) hervor, davor aus dem HQ Allied Forces Central Europe (AFCENT).

## Geschichte

### Vorläufer AFCENT

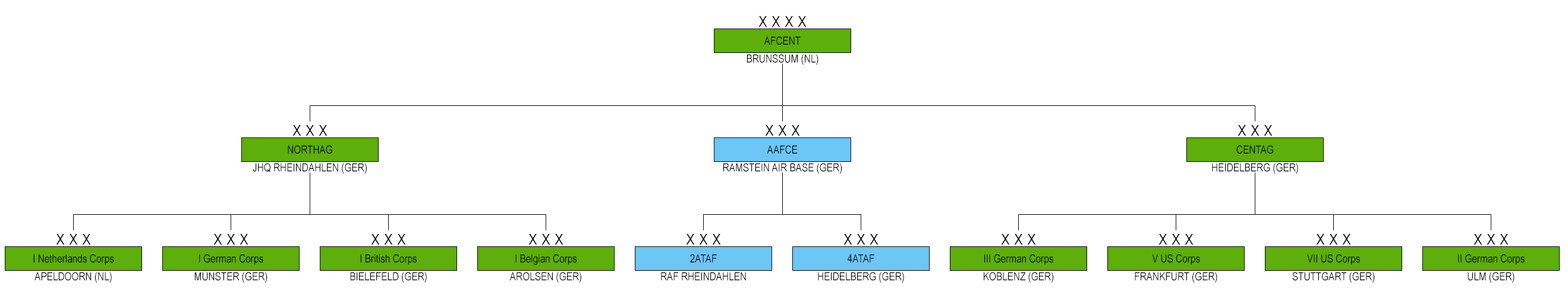
AFCENT-Struktur (1989)

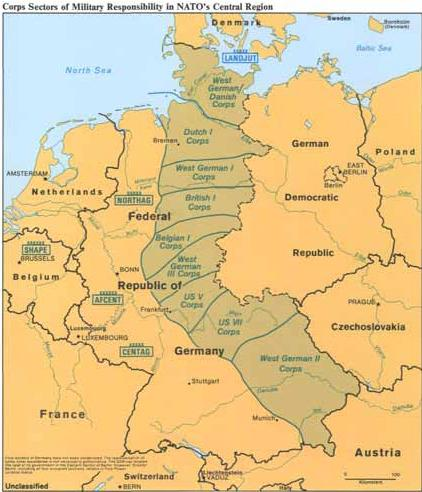
Verantwortungsbereiche der Korps in NATO-Mitteleuropa in den 1980er Jahren

Nach Gründung der NATO 1949 formulierte der erste Supreme Allied Commander Europe Dwight D. Eisenhower ab 1951 mit seinem Planungsstab die ursprünglichen Ideen für die Befehlsregelung in Mitteleuropa. Vor allem unter Berücksichtigung der Interessen der hauptbeteiligten Staaten (USA, Großbritannien und Frankreich) sah er eine funktionale Dreiteilung in Allied Land Forces Central Europe, Allied Air Forces Central Europe und Allied Naval Forces Central Europe vor, deren Befehlshaber ihm (als Commander-in-Chief – CinC) direkt unterstellt sein sollten. Dies wich von den Strukturen in den benachbarten Befehlsbereichen AFNORTH und AFSOUTH ab, wo jeweils nur ein CinC benannt wurde. Sein Nachfolger ab 1952, Matthew B. Ridgway, sah dies als zu unhandlich an und setzte 1953 die Einsetzung eines einzigen Oberbefehlshabers für den mitteleuropäischen Bereich (CINCENT) durch. Am 20. August 1953 wurde ein neues Hauptquartier für die NATO-Streitkräfte Mitteleuropa, die Allied Forces Central Europe (AFCENT), in Fontainebleau in Frankreich gebildet. Der Posten des CINCENT wurde jeweils durch einen französischen General besetzt, ihm waren für die drei Teilstreitkräfte der COMLANDCENT, COMAIRCENT und COMNAVCENT unterstellt.
Am 1. Juli 1966 zog sich Frankreich aus der NATO-Kommandostruktur zurück, da der französische Präsident Charles de Gaulle die NATO als Instrument US-amerikanischer Interessen nicht akzeptierte und Frankreichs militärische Unabhängigkeit und Entscheidungsfreiheit bewahren wollte. Daher unterstellte er keine französischen Truppen mehr unter US-Kommando und ordnete an, dass alle alliierten Einrichtungen Frankreich bis zum 1. April 1967 verlassen mussten.
Das NATO-Hauptquartier für Europa (SHAPE) wurde nach Mons in Belgien verlegt. Die niederländische Regierung bot an, das Hauptquartier von AFCENT nahe einer alten Kohlemine in der Provinz Limburg zu stationieren. Die Verlegung des Hauptquartiers nach Brunssum in Südlimburg fand vom Januar bis März 1967 statt und wurde im Juni desselben Jahres eingeweiht. Zudem wurde der Posten des Kommandeurs jetzt mit einem General der Bundeswehr besetzt.
Während des Kalten Krieges bestand AFCENT aus zwei Heeresgruppen: der Northern Army Group (NORTHAG), inklusive Teilen der Britischen Rheinarmee, und der Central Army Group (CENTAG), sowie der Second Allied Tactical Air Force (2ATAF) und Fourth Allied Tactical Air Force (4ATAF). Ab dem 28. Juni 1974 wurde das HQ Allied Air Forces Central Europe (AAFCE) reaktiviert und die HQ 2ATAF und 4ATAF für spezifische Aufgaben (Air Ops & Air Defence) unterstellt. Nach dem Fall der Berliner Mauer und der deutschen Wiedervereinigung 1989/1990 wurde die Nationale Volksarmee der DDR aufgelöst und deren Verbände zum Teil in die Bundeswehr und somit auch in die NATO integriert.

### 2000–2004: RC AFNORTH
Im Zuge der Transformation der NATO-Kommandostruktur wurde das Hauptquartier AFCENT am 3. März 2000 umstrukturiert und zum Regional Command Allied Forces North Europe (RC AFNORTH). Am 1. Juli 2004 wurde RC AFNORTH wiederum umstrukturiert und in Allied Joint Forces Command Brunssum (JFC Brunssum) umbenannt. Diese neue Struktur legte den Schwerpunkt darauf, dass die neuen NATO-Kommandostrukturen nicht mehr regional gebunden waren, sondern flexibel in der Unterstützung von NATO-Operationen agieren konnten.
Als Standort für den Kriegs- oder Krisenfall war seit den 1960er Jahren der NATO-Bunker Castle Gate geplant und ab 1983 gebaut worden. Dieser wurde 1996 nach Demonstrationen der deutschen Friedensbewegung in Linnich-Glimbach in Dienst gestellt und erhielt erst durch die Terrorbedrohung des 21. Jahrhunderts eine Funktion.

## Struktur
Das JFC Brunssum wird ebenso wie das JFC Naples durch folgende Kommandos der taktischen Führungsebene unterstützt:
- Allied Land Command, kurz LANDCOM, ist in Izmir, Türkei, stationiert und wird von einem Generalleutnant der US Army kommandiert, dem 350 Soldaten und Zivilisten aus 23 Nationen unterstehen.
- Allied Air Command, kurz AIRCOM, ist auf der Ramstein Air Base in Ramstein-Miesenbach, Deutschland, stationiert und wird von einem General der US Air Force kommandiert, dem 500 Soldaten und Zivilisten aus 25 Nationen unterstehen.
- Allied Maritime Command, kurz MARCOM, ist in Northwood, Vereinigtes Königreich, stationiert und wird von einem Vizeadmiral der Royal Navy kommandiert, dem 280 Soldaten und Zivilisten unterstehen.

Das JFC Brunssum ist ein militärisches Oberkommando (Headquarters) für Operationen im gesamten Verantwortungsbereich des Supreme Allied Commander Europe und darüber hinaus, die die Verteidigung des NATO-Gebietes und deren Streitkräfte stützen. Die Ausführung und Unterstützung von NATO-Operationen ist dabei die Hauptaufgabe, darunter als Hauptlast die Mission Resolute Support in Afghanistan. Innerhalb des Programms Partnerschaft für den Frieden (Partnership for Peace) unterstützt JFC Brunssum die Kooperation und den Dialog mit Partnerstaaten, um die NATO-Verbindungen zu Russland, der Ukraine und den Mittelmeerdialog zu verbessern. Zudem arbeitet JFC Brunssum eng mit dem Allied Command Transformation der NATO zusammen, um die Fähigkeiten für Verbundführung zu verbessern.
Des Weiteren gibt es eine AFNORTH International School in Brunssum, die von den Kindern der Soldaten aus Deutschland, Kanada und den USA besucht werden kann.

## Leitung

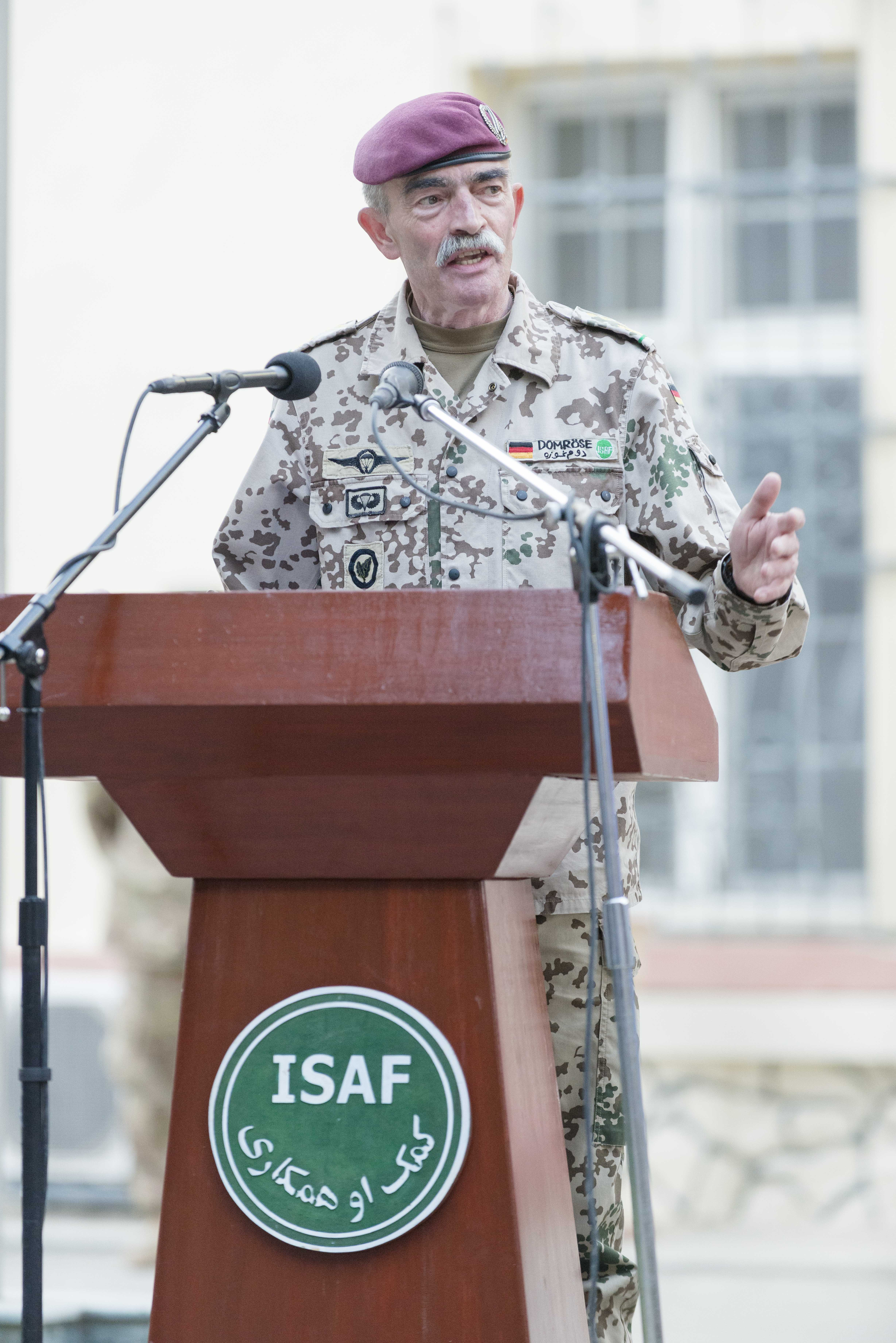
General Hans-Lothar Domröse als Commander of Allied Joint Force Command Brunssum im ISAF-Headquarters in Kabul, August 2014

Das Kommando über AFCENT hatte von 1953 bis 1966 stets ein Franzose, danach von 1966 bis 2016 mit einer Ausnahme ein General der Bundeswehr. Seitdem besetzen Deutschland und Italien abwechselnd den Posten. Das RC AFNORTH wurde auch von einem Briten befehligt. Das Rotationsprinzip bei der Dienstpostenbesetzung wurde 2004 aufgehoben. Der stellvertretende Befehlshaber ist ein Generalleutnant der britischen Streitkräfte. Der Chef des Stabes wird derzeit von den französischen Streitkräften gestellt und bekleidet ebenfalls den Rang eines Generalleutnants.
| Name                                                       | Beginn der Amtszeit                                        | Ende der Amtszeit                                          |
| Commander-in-Chief, Allied Forces Central Europe (CINCENT) | Commander-in-Chief, Allied Forces Central Europe (CINCENT) | Commander-in-Chief, Allied Forces Central Europe (CINCENT) |
| ---------------------------------------------------------- | ---------------------------------------------------------- | ---------------------------------------------------------- |
| Alphonse Juin                                              | 20. August 1953                                            | September 1956                                             |
| Jean-Étienne Valluy                                        | Oktober 1956                                               | Mai 1960                                                   |
| Maurice Challe                                             | Mai 1960                                                   | Februar 1961                                               |
| Pierre-Elie Jaquot                                         | März 1961                                                  | Dezember 1963                                              |
| Jean Albert Emile Crépin                                   | Dezember 1963                                              | Juni 1966                                                  |
| Johann Adolf Graf von Kielmansegg                          | 1. September 1966                                          | 1. April 1968                                              |
| Jürgen Bennecke                                            | 1. Juli 1968                                               | 30. September 1973                                         |
| Ernst Ferber                                               | 1. Oktober 1973                                            | 30. September 1975                                         |
| Karl Schnell                                               | 1. Oktober 1975                                            | 7. Januar 1977                                             |
| Franz-Joseph Schulze                                       | 7. Januar 1977                                             | 30. September 1979                                         |
| Ferdinand von Senger und Etterlin                          | 1. Oktober 1979                                            | 28. September 1983                                         |
| Leopold Chalupa                                            | 28. September 1983                                         | 1. Oktober 1987                                            |
| Hans-Henning von Sandrart                                  | 1. Oktober 1987                                            | 27. September 1991                                         |
| Henning von Ondarza                                        | 27. September 1991                                         | 23. März 1994                                              |
| Helge Hansen                                               | 1. April 1994                                              | März 1996                                                  |
| Dieter Stöckmann                                           | März 1996                                                  | 30. März 1998                                              |
| Joachim Spiering                                           | 30. März 1998                                              | 3. März 2000                                               |
| Commander-in-Chief, Allied Forces North Europe             |                                                            |                                                            |
| Joachim Spiering                                           | 3. März 2000                                               | März 2001                                                  |
| Sir Jack Deverell                                          | März 2001                                                  | Januar 2004                                                |
| Gerhard Back                                               | Januar 2004                                                | 1. Juli 2004                                               |
| Commander-in-Chief, Joint Force Command Brunssum           |                                                            |                                                            |
| Gerhard Back                                               | 1. Juli 2004                                               | 26. Januar 2007                                            |
| Egon Ramms                                                 | 26. Januar 2007                                            | 29. September 2010                                         |
| Wolf-Dieter Langheld                                       | 29. September 2010                                         | 14. Dezember 2012                                          |
| Hans-Lothar Domröse                                        | 14. Dezember 2012                                          | 4. März 2016                                               |
| Salvatore Farina                                           | 4. März 2016                                               | 21. Februar 2018                                           |
| Riccardo Marchiò                                           | 21. Februar 2018                                           | 31. Mai 2019                                               |
| Erhard Bühler                                              | 31. Mai 2019                                               | 22. April 2020                                             |
| Jörg Vollmer                                               | 22. April 2020                                             | 3. Juni 2022                                               |
| Guglielmo Miglietta                                        | 3. Juni 2022                                               | 11. Juni 2025                                              |
| Ingo Gerhartz                                              | 11. Juni 2025                                              |                                                            |

1. ↑  am 1. Juli 1966 zog sich Frankreich aus den NATO-Strukturen zurück